# Велика глибина
«Велика глибина» (англ. The Deep Range) — науково-фантастичний роман Артура Кларка, опублікований у 1957. Роман є переробкою однойменного оповідання Артура Кларка 1954 року.

## Частина перша. Учень
Дону Берлі, який працював доглядачем ділянки Тихого океану у Відділі китів (Відділ китів а також планктонні ферми є найвагомішими частинами Всесвітньої організації продовольства), дали стажера Волтера Франкліна, колишнього астронавта. Волтера комісували після сильного стресу пережитого у відкритому космосі. Астрофобія зробила його «прив'язаним» до Землі і розлучило з дружиною і дітьми, які були уродженцями Марса і не витримали б земного тяжіння.
Волтер виявився старанним учнем і успішно пройшов курс навчання, хоча одного разу й спробував скоїти самогубство під гнітом старих спогадів про інцидент в космосі. Після порятунку, Волтера все ж таки призначили молодшим доглядачем. Лікар зазначив у звіті, що програма перекваліфікації надає другий шанс астронавтам — людям з високими вольовими і розумовими здібностями.

## Частина друга. Доглядач
Волтер вже 5 років працює доглядачем в океані. Він завів другу сім'ю. Коли гігантський кальмар почав убивати кашалотів на великій глибині, Волтер з Доном впіймали його і доставили на поверхню. Після цього Волтер вирішив зайнятись пошуками таємничого «морського змія», якого деколи наглядачі пеленгували гідролокатором, але ніколи не бачили. Він організовує експедицію, наближається до морського змія, але починається землетрус і Дон гине у своєму підводному човні під завалами породи.

## Частина третя. Чиновник
Волтер працює вже 15 років і займає посаду начальника Відділу китів. Всесвітня організація продовольства просить його обґрунтувати необхідність вирощування китів для переробки на м'ясо, проти чого виступає буддійський лідер Маха Тхеро. Під час особистої зустрічі Тхеро переконує Волтера кажучи, що при майбутньому контакті з більш розвиненою расою, можливо вона поводитиметься з людством так, як людство поводиться з іншими видами на Землі. Дискусія про реформування Відділу китів переривається необхідністю врятувати підводний човен, що був притиснутий підводною нафтовою платформою. Волтер пірнає в водолазному скафандрі на небезпечну глибину, щоб закласти вибухівку і, повернувшись героєм, публічно стає на бік Тхеро.
Через декілька років син Волтера йде по стопах батька, обравши службу астронавта.